# 小钩叶藤
小钩叶藤（学名：Plectocomia microstachys）为棕榈科钩叶藤属下的一个种。

## 扩展阅读
- 維基物種上的相關：小钩叶藤